# Andrzej Libik
Andrzej Włodzimierz Libik (ur. 25 sierpnia 1941 w Krakowie) – polski przedstawiciel nauk rolniczych specjalizujący się w ogrodnictwie, herbologii i warzywnictwie.
Ukończył studia o specjalności ogrodniczej na Wydziale Rolniczym Wyższej Szkoły Rolniczej w Krakowie. Pracował w Katedrze Warzywnictwa tej uczelni, w 1972 roku uzyskał stopień doktora, a w 1986 doktora habilitowanego nauk rolniczych. W 1995 roku otrzymał tytuł profesora.
W latach 1991-2009 pełnił był kierownikiem Katedry Warzywnictwa. Pełnił też funkcję prodziekana Wydziału Ogrodniczego (w latach 1987-1990) oraz prorektora ds. nauki i współpracy z zagranicą Akademii Rolniczej w Krakowie (1993-1996).
Prowadził badania dotyczące uprawy warzyw, m.in. poszukiwanie ekonomicznie uzasadnionych źródeł dwutlenku węgla do zastosowania w szklarniach oraz technik dokarmiania CO2 upraw pod osłonami.
8 września 2005 odznaczony został Krzyżem Oficerskim Orderu Odrodzenia Polski. 17 września 2010 Uniwersytet Przyrodniczy w Lublinie przyznał mu tytuł doktora honoris causa.

## Wybrane publikacje
- Olej rzepakowy i rokafenole jako czynniki zwiększające fitotoksyczność desmetryny (semeronu 25) (1986, rozprawa habilitacyjna)
- Przyrodnicze i techniczne czynniki zwiększania produktywności roślin ogrodniczych (synteza wyników badań wykonanych w ramach problemu resortowego MEN R. R. II. 15) (1991, redakcja pracy zbiorowej)